# Хаджимирогуллары
Хаджимирогуллары (тур. Hacimiroğulları) также Эмирогуллары (тур. Emiroğulları), Хаджиэмирогуллары (тур. Haciemiroğulları) , Байрамогуллары (тур. Bayramoğulları) — анатолийский бейлик (эмират), а также тюркская династия, основавшая его и правившая им в период между 1301 и 1427 годами. Византийские и трапезундские хронисты называли его «эмират Халибии».
Это было небольшое княжество, поэтому о нём в источниках даётся мало информации. Бейлик входил в группу малых бейликов, называемых вместе бейлики Джаник. Хаджимирогуллары был самым восточным из бейликов группы и занимал территорию, непосредственно граничившую с Трапезундской империей. Бейлик сначала включал Милас, Орду и его окрестности, а затем Ешкипазар, Унье, Керасунт и Искефсир. Этот бейлик был самым важным в Джанике. До 1386 года бейлик существовал независимо, в отличие от других бейликов Джаника. Бейлик существовал, возможно, до 1427 года, когда он был присоединён к Османской или к Трапезундской империи.

## История

### Происхождение
Бейлик Хаджимирогуллары с центром в местечке Кале (в районе Милас) скорее всего был основан огузами из племени чепни. В архивных османских записях лидером чепни в этом районе («Мир-и Чепниян») назывался именно правитель бейлика Сулейман-бей, сын Хаджи Эмира.
Помимо основной версии происхождения династии из чепни была выдвинута версия происхождения семьи от Данышмендидов. По словам Астарабади, когда Сулейман-бей, должен был сразиться с Таджеддиногуллары, то обратился за помощью к Кади Бурханеддину. Тот в письме упомянул, что Хаджимирогуллары живут на унаследованных от предков землях (а ранее это были земли Данышмендидов).
Михаил Панарет, живший в Трапезунде, писал, что во время правления трапезундского императора Иоанна II (1280—1297) «турки овладели Халибиею и произведён был ими такой большой разгром, что вся страна пришла в запустение». Известно, что Хаджи Бекташ, умерший в 1270/71 году, послал одного из своих ближайших друзей, Гювенча Абдуллу, в деревню Ташлыджа (в окрестностях Мацуки), чтобы помочь чепни поселиться в этом регионе. Значит, чепни пришли в него не позднее 1260-х годов.

### Куштоган
Мало известно о вожде чепни Куштогане. Он упоминается в источниках единственный раз. По словам Михаила Панарета, в сентябре 1301 года император Алексей II Великий Комнин напал в Керасунте на огузское войско некоего «Кустуганеса» (греч. Κουστουγάνης) и захватил его. Судя по топонимам, с неизвестного времени и до 1301 года владения Куштогана простирались вдоль побережья от Унье до Керасунта. После поражения и пленения Куштоган был казнён в Керасунте. Турецкий историк Д. Неджати утверждал, что Куштоган был основателем бейлика, но Ф. Эмеджен оспаривал такой вывод.
Возможно, после Куштогана чепни правил некий Сатмиш-бей. Из записей тахрир дефтера (регулярные османские кадастровые обзоры) 1455 года Неджати сделал предположение, что регион от нынешнего Унье до центрального района Орду был завоёван во время правления Сатмиша. Сатмиш имел двух сыновей: Мезида и Сатмиша. Родственные связи Сатмиша-младшего и правившего за ним Байрама не установлены.

### Байрам-бей
По одной из версий отцом Байрама-бея был Куштоган, хотя Е. Захариаду писала, что родтсвенная связь между Куштоганом и Байрамом не установлена. Байрам в 1301 году захватил замок Милас и его окрестности. Это событие принято считать началом существования бейлика. Хотя Байрам был успешным воином и администратором, его имя нечасто упоминается в исторических записях. В 1313 году Байрам в первый раз напал на Трапезунд. Тогда он, по сообщению Михаила Панарета, в районе Трапезунда/Мацуки разграбил церги. Византинисты Р. Шукуров и С. Карпов перевели это как «захватил крытые шерстяной тканью шатры», а историк начала XX века А. Хаханов переводил как «разграбил скотный двор». В 1332 году Байрам снова напал на земли Трапезунда и дошёл до Мацуки: «прибыл Байрам-бег с сильным войском до Асомота … случилось это в августе месяце». В 1347 году Байрам захватил Фатсу и Иней (Унье). В 1348 году Байрам в союзе с правителем Эрзинджана Ахи Эйне-беем, правителем Байбурта Рикабдар Мехметом-беем, Ак-Коюнлу Турали-беем и Боздоганом-беем из Сирии три дня осаждали Трапезунд. Хотя они быстро ушли, но эта ситуация показала, насколько опасным было существование Трапезундской империи в окружении беев.
При жизни Байрама-бея продолжалось расселение чепни на восток и север от Миласа (к северу от Джаникских гор). Неясно, когда умер Байрам-бей. Однако известно, что он был жив 19 декабря 1356 года, а 13 ноября 1357 года правил уже его сын Хаджи Эмир Ибрагим-бей. Поэтому, по предположению Неджати и Карачок, Байрам умер в первые месяцы 1357 года. Его захоронение находилось, вероятно, под одним из полуразрушенных куполов в селе Кале Месудиевского района. Ещё в XVI веке в регионе упоминались деревни под названием Байрамшах-и Кучук, Байрам Данишменд, Байрам Гази, Байрам Газилю, Байрамшах, Байрамлу, Байрамоглу. Эти топонимы, вероятно, связаны с Байрамом-беем, основателем бейлика.

### Хаджи Эмир

Бейлик Хаджимирогуллары при Сулеймане (жёлтый в центре) и его соседи: с востока Трапезундская империя, с запада бейлик Таджеддиногуллары, с юга государство Кади Бурханеддина.

В 1357 году четырнадцать тюрков-огузов были казнены в результате не раскрытого в источниках инцидента, произошедшего в во время празднования Рождества в Керасунте и Богоявления в Ёсун-бурну (мыс Ясона). В ответ Хаджи Эмир Ибрагим-бей прошёл рейдом до Мацуки, посевы и склады были разрушены и разграблены, многие люди были взяты в плен, а скот уведён. Пытаясь взять тюрков под контроль, Алексей III Великий Комнин выдал 29 августа 1358 года свою сестру Феодору замуж «за Хаджимара, сына Байрама» . Три года спустя, в декабре 1361 года, император в сопровождении Михаила Панарета вернулся в Керасунт чтобы навестить свою сестру, и после того, как зять его приветствовал, вернулся в свою страну. Через некоторое время, недовольный отношениями с Хаджи Эмиром, император решил использовать против него его огузского соперника, правившего соседним бейликом, Таджеддина, и 8 октября 1379 года в Керасунте выдал замуж за него свою дочь Евдокию.

### Война Хаджи Эмира с сыном
Астарабади писал, что Таджеддин хотел захватить земли Хаджи Эмира и совершал на них набеги. По некоторым источникам, в 1364 году Хаджи Эмир Ибрагим-бей тяжело заболел. Чтобы предотвратить битву за престол между сыновьями после своей смерти и обеспечить защиту бейлика от Таджеддина, Хаджи Эмир оставил эмират своему сыну Сулейману. При этом Хаджи Эмир обещал, что в случае выздоровления не будет просить вернуть эмират. Однако через некоторое время Хаджи Эмир Ибрагим-бей выздоровел и, нарушив обещание, решил попытаться опять стать эмиром. Начавшаяся война между отцом и сыном ослабила бейлик. Таджеддин-бей воспользовался беспорядком в эмирате и дважды нападал на него. Значительного успеха он не достиг, но эта ситуация была опасна.

### Сулейман
В 1386 году Сулейман-бей одержал победу и полностью захватил власть. (Согласно С. Карпову и Р. Шукурову, болезнь Хаджи Эмира и передача правления Сулейману произошли в 1386 году.) Для защиты бейлика от Таджеддина он попросил помощи у самого сильного из соседей — правителя Сиваса, Кади Бурханеддина. 24 октября 1386 года Таджеддин с примерно 12 тысячами всадников атаковал Сулеймана. В этом конфликте Сулейман победил Таджеддина, который погиб на поле боя. Вместе с ним полегло 500 человек конницы. После гибели Таджеддина Кади Бурханеддин занял его столицу, Никсар. Сулейман-бей отправил к Кади благодарственные дары и предложил девушку из своей семьи в жёны. Кади принял предложение и дары, купил замок Искефсир (ныне Решадие в Токате) у Таджеддиногуллары и подарил его Сулейману как ответный дар. Также Кади проконтролировал, чтобы сын Таджеддина Махмуд заключил с Сулейманом соглашение о ненападении. Сулейман по требованию Кади послал ему войска и деньги, когда эмир Эрзинджана Мутаххартен собрался напасть на Сивас. Узнав об усилении войска Кади за счёт Хаджимирогуллары, эмир Мутаххартен вернулся в Эрзинджан. Эта ситуация показала эффективность и прочность союза Сулеймана и Кади Бурханеддина.
Период правления Сулеймана-бея — самый блестящий период бейлика. Сулейман перенёс столицу княжества в Эшкипазар в 1380-х годах и дал городу название «Орду», что означает столица. В конфликте между Османской империей и Кади Бурханеддином Сулейман сначала сохранял верность Кади Бурханеддину, и лишь в 1391—1394 годах перешёл на сторону Османской империи. В 1396 году Сулейман захватил Керасунт. В 1398 году османский султан Баязид I завоевал Самсун, и Сулейман-бей, как и другие беи региона, полностью признал османский суверенитет. В том же году Кади Бурханеддина убил Кара-Юлюк Осман. Когда умер Сулейман-бей и где его захоронение, неизвестно.

### Последние представители семьи
После смерти Сулеймана правителем стал его брат, Хаджи Эмир (II). О периоде его правления информации нет, но, вероятно, именно в это время княжество присоединилось к Османской империи. Подробности присоединения неизвестны, но весной 1402 года Тамерлан написал письмо Баязиду, в котором среди прочего требовал вернуть земли «Хаджи-паше». Когда Тамерлан в 1402 году нанёс поражение Баязиду в битве при Анкаре, Хаджи Эмир-челеби снова начал править независимо, как и другие анатолийские беи. Руи Клавихо, посланник к Тимуру от короля Кастилии Энрике III, в 1403 году прибывший в регион, сообщал, что бей по имени Арзамир (Эрземир) в Самсуне имел в своём распоряжении 10 тысяч всадников и платил дань Тамерлану. Арзамир Клавихо — это сын Хаджи Ибрагима-бея и брат Сулеймана-бея, Хаджи Эмир-челеби.
По предположению С. Карпова и Р. Шукурова, между 1404 и 1427/28 годами территории Хаджимирогуллары перешли Трапезундской империи. Также, возможно, Лала Йоргуч-паша, назначенный в 1426 году Мурадом II управлять Амасьей, присоединил этот бейлик к османам вместе с другими бейликами региона, поскольку к 1427 году регион был аннексирован Османской империей. Согласно османским переписям, сыновья Хаджи Эмира Ибрагима-бея, Хаджи Эмир (II) и Иннает в 1455 году владели землями семьи. Последнее появление Хаджиэмирогуллары, которые сошли с политической сцены, произошло во время борьбы между Мехмедом II и султаном Ак-Коюнлу Узун Хасаном. В исторических записях упоминается, что беи Кызыл Ахмед и Джаникоглу, спровоцированные Узун Хасаном, чтобы предотвратить завоевание Трапезунда Мехмедом II, назначили командующим человека по имени Эмир-бей и разграбили Токат. Считается, что упомянутый Эмир-бей мог быть сыном Сулеймана-бея. Этот Эмир-бей укрылся у Дулкадирогуллары после победы Мехмеда над Узун Хасаном в сражении при Отлукбели. В конце концов, этого последнего представителя Хаджимирогуллары отправили в Эдессу.

## Управление, культура
Политическая активность Хаджимирогуллары была направлена на взаимодействие с соседями — Трапезундской империей, Таджеддиногуллары, государством Кади Бурханеддина и Османской империей. Хаджимирогуллары сыграли важную роль в тюркизации региона. Этот бейлик был самым важным в Джанике. Ни один источник не упоминал вассальной зависимости Хаджимирогуллары от Кади Бурханеддина, Эретнаогуллары или Османов до 1386 года.
Бейлик Хаджимирогуллары, как и другие огузские княжества в Анатолии, единолично управлялся беем/эмиром. Не считая военачальников и небольшого количества регулярных солдат, полноценной армии в сегодняшнем понимании бейлик не имел.
Среди построек времён бейлика — замок Генчага в Икиздже (Gençağa Kalesi), дворец в Кале-Кёй в районе Месудие, мечеть Эшкипазара Байрамбей-Джами, надгробия в деревне Хатипли, замок Бедраме и михраб мечети Селимие в Орду. Не было найдено литературных произведений периода существования бейлика.

## Представители семьи
- Хаджи Байрам-бей (1313—1331)

- Хаджи Эмир-бей (1331—1361)

- Сулейман-бей (1386—1392)

|  |  |  |  |  |  |  |  |  |  |          |          |          |          |          |          |  |  | Куштоган (?) |            |            |            |            |            |  |  |        |        |        |        |        |        |  |  |  |  |
|  |  |  |  |  |  |  |  |  |  |          |          |          |          |          |          |  |  |              |            |            |            |            |            |  |  |        |        |        |        |        |        |  |  |  |  |
|  |  |  |  |  |  |  |  |  |  |          |          |          |          |          |          |  |  | Байрам       |            |            |            |            |            |  |  |        |        |        |        |        |        |  |  |  |  |
|  |  |  |  |  |  |  |  |  |  |          |          |          |          |          |          |  |  |              |            |            |            |            |            |  |  |        |        |        |        |        |        |  |  |  |  |
|  |  |  |  |  |  |  |  |  |  |          |          |          |          |          |          |  |  | Хаджи Эмир   |            |            |            |            |            |  |  |        |        |        |        |        |        |  |  |  |  |
|  |  |  |  |  |  |  |  |  |  |          |          |          |          |          |          |  |  |              |            |            |            |            |            |  |  |        |        |        |        |        |        |  |  |  |  |
|  |  |  |  |  |  |  |  |  |  |          |          |          |          |          |          |  |  |              |            |            |            |            |            |  |  |        |        |        |        |        |        |  |  |  |  |
|  |  |  |  |  |  |  |  |  |  | Сулейман | Сулейман | Сулейман | Сулейман | Сулейман | Сулейман |  |  | Хаджи Эмир   | Хаджи Эмир | Хаджи Эмир | Хаджи Эмир | Хаджи Эмир | Хаджи Эмир |  |  | Иннает | Иннает | Иннает | Иннает | Иннает | Иннает |  |  |  |  |
|  |  |  |  |  |  |  |  |  |  | Сулейман | Сулейман | Сулейман | Сулейман | Сулейман | Сулейман |  |  | Хаджи Эмир   | Хаджи Эмир | Хаджи Эмир | Хаджи Эмир | Хаджи Эмир | Хаджи Эмир |  |  | Иннает | Иннает | Иннает | Иннает | Иннает | Иннает |  |  |  |  |
|  |  |  |  |  |  |  |  |  |  | Эмир-бей |          |          |          |          |          |  |  |              |            |            |            |            |            |  |  |        |        |        |        |        |        |  |  |  |  |